# Krunoslav Slabinac
Krunoslav „Kićo“ Slabinac (* 28. März 1944 in Osijek; † 13. November 2020 in Zagreb) war ein jugoslawischer bzw. kroatischer Sänger.

## Hintergrund
1971 vertrat er Jugoslawien beim Eurovision Song Contest mit dem Lied Tvoj dječak je tužan („Dein Junge ist traurig“). Mit dem von Zvonimir Golob getexteten und von Ivica Krajač komponierten Lied erreichte er Platz 14.

## Diskografie
- 1971: Tvoj dječak je tužan
- 1972: Zbog jedne divne crne žene
- 1975: Hej bećari
- 1978: Pusti noćas svoje kose
- 1979: Seoska sam lola
- 1984: Krunoslav Slabinac
- 1985: Stani suzo
- 1986: Dal’ se sjećaš
- 1987: Oj, garava, garava
- 1988: Tiho, tiho uspomeno
- 1991: Za tebe
- 1992: Christmas with Kićo (HR: Silber)[1]
- 1995: Ako zora ne svane
- 1995: Sve najbolje
- 2006: Zlatna kolekcija